# НАТО бомбардовање Републике Српске
НАТО бомбардовање Републике Српске, под кодним именом операција Намерна сила (енгл. Operation Deliberate Force) и операција Мртво око (енгл. Operation Dеаdeye), била је војна интервенција снага НАТО-а, са САД на челу, током рата у Босни и Херцеговини од 30. августа до 20. септембра 1995. Авијација НАТО-а бомбардовала је положаје Војске Републике Српске у тзв. зонама безбедности УН-а (Сарајево и Горажде), али и друге положаје Војске Републике Српске и релејне уређаје (Бања Лука, Озрен и друго) од 29. августа до 14. септембра 1995. године.
Званични разлог за бомбардовање било је још увек непотврђено гранатирање сарајевске пијаце Маркале 28. августа 1995. године, када је од наводне експлозије пет граната погинуло 37 цивила. Била је то прва већа војна акција НАТО-а. Операција је довела до прекида опсаде Сарајева. Операција Мртво око имала је за циљ онеспособљавање ПВО ВРС.

## Позадина
Убрзо након почетка рата у Босни и Херцеговини НАТО је планирао своје директно мешање у рат свестан летаргичности Организације уједињених нација и нове војно-политичке ситуације настале распадом Совјетског Савеза. Планови НАТО-а су се кретали у смеру мешања у босанско-херцеговачки конфликт са циљем да се дипломатским и војним средствима зараћене стране приволе на преговоре. Сходно томе, као највећи опонент у остваривању ових циљева НАТО-а стајала је Република Српска чије су оружане снаге већим делом рата под својом контролом држале 68% - 72% територије предратне републике БиХ. Превага српских снага у рату никако није одговарала НАТО-у који је још крајем 1994. године био упознат са планом Контакт групе о подели БиХ који је био врло сличан Дејтонском мировном споразуму из 1995. године, посебно у погледу поделе територија између зараћених страна. Током већег дела рата снаге Армије Републике Босне и Херцеговине су на терену стајале врло лоше, контролишући мали део територије. Политички представници босанских муслимана предвођени Алијом Изетбеговићем гледали су да "купе време" како би консолидовали и ојачали своје снаге и кренули у освајање територија које би им припале по плану Контакт групе. У том моменту су почели да се преклапају циљеви и интереси САД, Босне и Херцеговине и Хрватске. Свему овоме претходило је потписивање Вашингтонског споразума (1994) којим је завршен крвави Муслиманско-хрватски сукоб и одређена подела оних територија које би Армија РБиХ и Хрватско вијеће одбране преотели од Срба. Те територије које би припале будућој муслиманско-хрватској федерацији, чији су темељи ударени Сплитским споразумом, су исте оне територије које су се само пар месеци касније нашле у плану Контакт групе. И поред назнака консеквенци које би уследиле неприхватањем плана Контакт групе, вођство Срба у Босни и Херцеговини одлучило је да не прихвати овај план. Већ тада су материјалне и војне резерве у војсци РС биле полако истрошене, приметни су били и знакови опадања морала услед исцрпљености вишегодишњим ратовањем, а на све то је након неприхватања Венс—Овеновог плана 1994. године тадашњи режим Слободана Милошевића у Савезној Републици Југославији увео санкције Републици Српској у замену за суспензију дела санкција СР Југославији које су од стране УН-а уведене још 1992. године. Чини се да је и српски председник Слободан Милошевић имао мало разумевања за потребе Срба у БиХ, те је разним врстама притисака утицао на Радована Караџића да са својим сарадницима седне за преговарачки сто, или да преговарачка овлашћења пребаци на њега, што се на крају и десило.

### Акције НАТО-а на простору БиХ у периоду од 1992. до половине 1995. године.
Још од самог почетка присуства НАТО авиона над ваздушним простором Босне и Херцеговине започело је дуготрајни процес планирања операције Намерна сила. Нато савез је свој формални ангажман на територији бивше СФРЈ започео под окриљем мисија УН-а које су за циљ имале блокаду Јадрана и контролу ваздушног простора изнад БиХ. Убрзо затим НАТО авиони укључили су се у операције дотура хране великим транспортним авионима муслиманским енклавама. Ове операције су без престанка трајале све до 1996. године. Постоје одређене сумње да авиони нису избацивали само храну, већ и наоружање, посебно у Сребреницу. Циљ ових акција је био да се спречи дотур наоружања српској страни, али и да се онемогући дејство авиона Ратног ваздухопловства и противваздушне одбране Војске Републике Српске, који су били бројнији и надмоћнији над инфериорним ваздушним снагама осталих зараћених снага. Међутим, све до 28. фебруара 1994. када је дошло до познатог Бањалучког инцидента у којем је РВ РС изгубило пет авиона, НАТО авиони нису имали прилику да се сусретну са српским авионима који своју премоћ у ваздуху над осталим ратним странама нису много употребљавали.
Закључци које је врх НАТО-а извукао у првих 12 месеци спровођења операције Спречити лет били су врло поражавајући за технички супериорну армаду НАТО пакта која није могла да доскочи повременој летачкој активности српске борбене авијације која је користила тада већ застареле авионе типа Ј-21 Јастреб, Ј-22 орао и Г-4 супер галеб. Ипак, губици у "бањалучком инциденту" представљали су велики и тешко надокнадив губитак за српску страну. Нову димензију ангажовања НАТО снаге приказале су приликом заустављања српске офанзиве на Горажде у априлу 1994. године. Овај пут НАТО је добио нови задатак — заштиту муслиманских енклава, што му је омогућило да и при најмањем инциденту употреби силу. Од тада почињу да се бележе и први удари на копнене циљеве ВРС. Први удари су забележени 10. и 11. априла 1994. године, када су на захтев команданта УНПРОФОР-а британског генерала Мајкла Роуза НАТО авиони типа F-16 °C и F/A-18C бомбардовали српске положаје око Горажда. Тиме је ратовање у Босни и Херцеговини добило нову димензију. Пет дана касније поново су бомбардовани српски положаји око Горажда, с тим што је сад крајњи резултат био повлачење српских снага на почетне положаје. Овај пут и НАТО је претрпео своје прве губитке: приликом извиђања положаја код Горажда 15. априла, лаким вођеним ракетама оштећен је француски палубни ловац бомбардер Dassault etendard IVP (бр.115), док је 16. априла лакопреносивим ракетним системом 9K38 игла оборен британски морнарички ловац Sea harrier (ознаке: XZ 498) из 801. сквадрона Краљевске ратне морнарице, са пилотом потпуковником Ником Ричардсом који је имао ту срећу да се катапултира и да падне на територију под контролом муслиманских снага. У самим акцијама око Горажда учествовали су и припадници елитне британске јединица СAC који су имали улогу официра за навођење авијације. Напади на српске копнене снаге, пре свега на Сарајевско-романијски корпус Војске Републике Српске у околини Сарајева, настављени су и наредних месеци. Један број ваздушних напада вршен је у циљу одмазде за нападе на припаднике УНПРОФОР-а.
Нова криза у којој су своје учешће узеле и НАТО снаге догодила се у зиму 1994. године када су српске снаге у Операцији Паук повратиле претходно изгубљене територије у Цазинској Крајини која је сматрана заштићеном зоном од стране у УН-а иако су се у њој налазиле трупе читавог Петог корпуса Армије РБиХ који је већ тада водио одређена офанзивна дејства. Као одговор на офанзиву српске војске изведено је бомбардовање аеродрома Удбина, одакле су полетали српски авиони у акције према Бихаћу, а који се налазио на територији тадашње Републике Српске Крајине на коју се није односила забрана летова од стране УН-а. У исто време гађани су српски положаји око Бихаћа, што је помогло да се зауставе операције српске војске која је по неким сведочењима била надомак заузимања Бихаћа. Током операције Спречити лет српске ПВО јединице су константно у заседама на ширем подручју Бања Луке и Босанске Крајине безуспешно ловиле НАТО авионе на радарском одразу. Испоставило се да је зрачење нишанских радара било врло кобно за неке ракетне јединице ПВО РС. Ипак, све то је било почетно одмеравање снага пред надолазећи потпуни ваздушни рат. Маја 1995. године уследили су нови удари на положаје и војну инфраструктуру српске војске. Као разлог је узето одбијање српског врха да повуче тешко наоружање на најмање 20 km од главног града Босне и Херцеговине. Напади су настављени и у јуну када су у нападима први пут учествовали и шпански авиони типа F/A — 18 који су полетали из војне базе Авијано у Италији. Симптоматично је и то да је у току бомбардовања на истом простору Армија РБиХ изводила опсежне операције које су имале за циљ покушај деблокаде Сарајева. Ова акција завршена је поразом муслиманске војске, док је у исто време српска страна за одмазду због ваздушних удара заробила око 370 припадника УНПРОФОРа. Заробљеници су углавном коришћени као "живи штит" и гарант да НАТО неће гађати виталне војне и телекомуникацијске објекте поред којих су били везивани заробљени војници УНПРОФОРа. НАТО је на крају попустио и зауставио нападе на РС.
Најзначајнији инцидент током операције Спречити лет догодио се 2. јуна 1995. године када је оборен амерички авион типа F-16C (бр. 89-2032) од стране српске ПВО. Јединица која је оборила амерички авион била је 172. ссрп ПВО ВРС који је формиран тек 17. фебруара 1994 године. Једна батерија овог пука наоружана системом 2К12 Куб је на простору између Босанског Петровца и Кључа у месту Бравско три дана боравила у заседи. Током једног рутинског осматрања ваздушног простора на екрану су уочена две летелице. Испаљене су две ракете од којих је једна уништила циљ (F-16C) на даљини од 15 km и висини од 5,5 км. Друга ракета је погодила један део летелице, док су делови авиона пали на две локације међусобно удаљене 1,5 км у близини Мркоњић Града, a по којем је овај догађај у историји остао упамћен као инцидент код Мркоњић Града. Пилот авиона капетан Скот О`Грејди успео је да се катапултира и да се падобраном спусти на око 6 km од олупине авиона. Одмах по обарању авиона почеле су да пристижу разне информације, а О`Грејдијеви надређени су мислили да је њихов пилот мртав. И поред тога покренута је опсежна акција трагања и спасавања у којој је учешће узело око 40 авиона. Током ноћи 2. јуна батерија која је оборила авион извршила је самоходно премештање и маскирање на локацију 100 km од места претходног дејства. Искуства јединица ПВО ВРС користиће касније јединице Ратног ваздухопловства и противваздушне одбране Војске Југославије у јеку НАТО кампање против СРЈ 1999. године. Операцију спашавања извео је амерички марински корпус који је у више наврата безуспешно полазио са носача авиона у Јадранском мору. О`Грејди је тек осмог јуна око 2.10 часова иза поноћи успоставио контакт са базом. Већ око 6.45 он је укрцан на хеликоптер и пребачен на носач маринског корпуса у Јадрану. Повратак О`Грејдија у САД је искоришћен од стране тамошњих медија да се створи слика о беспрекорном америчком хероју. Ипак и поред свих хвалоспева капетан О`Грејди је убрзо напустио активну службу. Обарање авиона Америчког ратног ваздухопловства је у потпуности променило гледишта команде НАТО на вођење ваздушних кампања што се посебно одразило применом нове тактике током бомбардовања СРЈ 1999. Сами ловци су летели на великим висинама и нису могли улазити у зону дејства ракетних система КУБ и С-125 Нева без подршке авијације за неутралисање непријатељског ПВО, познате под скраћеницом SEAD. Такође је усавршен и систем за лоцирање и спашавање оборених пилота. Да је овај сегмент доведен до савршености показаће се приликом обарања НАТО авиона над Југославијом 1999. године када су специјалне јединице и тимови за спашавање готово неопажено ушли и изашли са територије СРЈ спашавајући пилоте у врло кратком временском периоду. Сам Скот О’Грејди је о обарању над Босном и о дешавањима након тога написао две књиге. О овом догађају који је донекле изменио ваздушно ратовање снимљени су многобројни документарни филмови у продукцији Националне географије, Хистори чанела и Би-Би-Сија. 2001. године снимљен је и холивудски блокбастер под називом Иза непријатељских линија (енгл. Behind Enemy Lines) који се бави обарањем авиона Скота О`Грејдија и његовим преживљавањем у окружењу српских снага. Филм је дао и осврт на природу рата БиХ у коме су Срби престављени као главни негативци, те на овај филм у Србији данас гледају као на још један у низу филмова који даје тенденциозну и искварену слику о Србима и о догађајима који су се на Балкану одиграли деведесетих година двадесетог века. С друге стране, сам филм ни у САД није имао много успеха, мада су се критике чешће односиле на глумачка достигнућа у филму а не на тумачење сукоба у Босни. Сам Скот О`Грејди је 2002. године тужио филмску компанију Твентит сенчури фокс зато што на нетачан начин износи детаље о инциденту из 1995. године и искварује слику о њему.
Напади на српске положаје су настављени у јулу 1995 године. Током извођења Операције Криваја у јулу 1995. године, која је имала за циљ заузимање Сребренице и Жепе, снаге НАТО-а су само једном извршиле ваздушне ударе на положаје Војске РС. Тако су холандски ловци F-16A извели краткотрајан напад на српске снаге које су 11. јула ушле у муслиманску енклаву Сребреницу. Остаје нејасно како напади и заузимање Сребренице и Жепе нису били довољан повод за ваздушне нападе на српске снаге и да ли би ти напади спречили масакр у Сребреници. Већ тада ваздушне снаге НАТО су се поново ван својих овлашћења ангажовале на простору РСК и Хрватске. Оне су учествовале у самим припремама и извођењу напада на РСК (Операција Олуја). Још у јулу на аеродром Шепурине крај Задра почели су да слећу велики транспортни авиони Америчког ратног ваздухопловства типа Локид C-130 Херкул. Они су са собом донели више беспилотних летелица типа GNAT-750 тзв. предатора. Ове летелице су одмах стављене у употребу док су Авакси константно надлетали и осматрали позиције Српске војске Крајине. Убрзо је и монтирана база на аеродрому Шепурине где је стално боравило између 10 и 12 америчких, и исто толико хрватских официра. Већ првог дана напада на РСК, 4. августа 1995. године, америчке снаге напале су један положај ПВО Српске војске Крајине, под изговором да је са њега вршено озрачивање радарима.

### Планирање операцијеНамерна сила
Акције осматрања и прикупљања информација о снагама војске РС интензивиране су након отпочињања операције Спречити лет. Према истраживањима историчара америчка влада се још средином 1993. године определила за употребу силе против српске стране као вид кажњавања Срба због њихове "агресивне политике". Сами напади на почетку кампање показују да су ваздушни удари по селектираним циљевима планирани много раније. Занимљиво је да није постојао посебан план за извођење ове операције. На њу се највероватније гледало као на природни наставак акција које су снаге НАТО-а већ водиле. Оперативне снаге у ваздуху биле су фрустриране чињеницом да су и поред јаких ваздушних снага имале слаб учинак на неутралисање техничке премоћи Војске РС. Проблем је био још већи ако се узме у обзир да акције НАТО-а нису спречиле све три зараћене стране, на које се забрана летова односила, да наставе са употребом својих летелица. Приметно је и то да су приликом кршења забране лета кажњаване само српске снаге и то директним ударима на аеродроме и аеродромску инфраструктуру. Америчке снаге су још у јулу 1993. године пребациле велике снаге из база у Немачкој у Авијано. Са овог аеродрома америчке снаге су контролисале у потпуности ваздушни простор над Босном и Херцеговином, као и све офанзивне акције против Војске РС. 1994. и 1995. године. Када је УН још 9. октобра 1992. године донео одлуку о забрани свих летова над територијом Босне и Херцеговине свим зараћеним странама започето је аутоматско прикупљање података о територији, борбама и снагама које су водиле рат употребом сателита и авиона за рано откривање и упозоравање познатим као AWACS. Приметно је и то да су у свим операцијама од 1992. године па све до почетка операције Намерна сила амерички ваздухоплови чинила чак 42% свих ангажованих ваздухоплова. Планери при НАТО снагама су још у децембру 1994. године израдили план под називом Мртво око (енгл. Dead Eye) који је за циљ имао елиминисање српског ПВО система. Овај план је након неколико месеци инкорпориран у план операције Намерна сила.

### Повод за почетак интервенције
Како повремени напади на јединице Војске РС нису давали очекиване резултате било је јасно да се у ближој будућности мора прећи на акцију ширих размера. За такву акцију, већ испланирану, тражио се довољно чврст повод који ће бити прихватљив целокупној међународној заједници. Повод је нађен у трагичном гранатирању централне сарајевске пијаце Маркале 28. августа 1995. године у 11 часова када је на пијаци био велики број грађана. За разлику од првог гранатирања ове пијаце 5. фебруара 1994. године, приликом другог масакра било је испаљено 5 граната калибра 120 милиметара и тежине 12,5 килограма, а број жртава је био мањи — 37 мртвих и преко 90 рањених. Као и код првог масакра зараћене стране су се међусобно оптуживале, док је УНПРОФОР у својој првој истрази одмах након масакра оптужио Војску РС за гранатирање. Иако је првобитна истрага имала одређених мањкавости она је одмах била прихваћена од стране неутралних посматрача. Руководство РС правдало се тиме да никако није имало планове за гранатирање пијаце у тренутку у којем се отворено претило ваздушном интервенцијом против РС. Током година разне теорије о овом инциденту су се константно подгревале. На крају је и сам случај дошао пред Хашки трибунал где се нашао у неколико оптужница против политичких и војних вођа Срба из Републике Српске. На суђењу команданту Сарајевског-романијског корпуса Драгомиру Милошевићу, који је био командант корпуса у време другог гранатирања Маркала одбачене су све теорије да су гранате испаљене са положаја Армије БиХ или да су експлозивне направе постављене на самој пијаци. Међутим, остаје неразјашњено како је приликом изрицања пресуде Драгомиру Милошевићу, 12. децембра 2007. године, оптужени ослобођен оптужби по тачкама 4. и 7. које се односе на незаконите нападе на цивиле и како је имајући у виду ту чињеницу у истој тој пресуди окривљен за напад на цивиле на пијаци Маркале 1994. и 1995. године. Закључци са суђења Драгомиру Милошевићу су коришћени и у случају који се пред Хашким трибуналом водио против некадашњег председника Републике Српске, др. Радована Караџића. Стручњаци и сведоци тужилаштва су изнели доказе о одговорности српске стране за масакр. Када је на ред дошло извођење сведока одбране пред Трибунал, многе чињенице које су се у вези случаја Маркале провлачиле, и кроз овај и претходне случајеве, доведене су у питање. Прво је крајем 2014. године пред Трибуналом као заштићени сведок сведочио бивши припадник специјалне јединице полиције РБиХ "Бисери" који је за гранатирање оптужио муслиманску страну као и сам политички врх РБиХ "за планско изазивање цивилних жртава у Сарајеву" са коначним циљем да се изнуди интервенција НАТО-а. Овај сведок изнео је своја сазнања, која су се умногоме поклапала са распрострањеним постратним причама о намерном изазивању цивилних жртава у Сребреници и Сарајеву од стране муслиманског политичког, војног и верског врха предвођеног Алијом Изетбеговићем и тадашњим реис-ул-улемом (великим муфтијом) Мустафом Церићем. У наставку поступка изведени су сведоци, припадници снага УН-а у Босни који су директно или индиректно учествовали у истрази о инциденту. Већина сведока одбране је изнела тврдње, да су пре свега у првом нападу на Маркале, 1994. године, коришћене експлозивне направе постављене од муслиманских снага у граду. Ови сведоци нису умели да објасне од чега потичу велики кратери на самој пијаци, које једино може да направи минобацачка граната или артиљеријско оружје већег калибра. Неки сведоци тврдили су да су и ти кратери били лажни. Велику пажњу изазвало је сведочење бившег изасланика УН-а Јасушија Акашија који је у поступку који се водио против Радована Караџића сведочио да су гранатирање Маркала 1994. године могле извршити обе стране и изражавао озбиљну сумњу да су Срби одговорни и за друго гранатирање 1995. године. Његово сведочење довело је у сумњу објективност и тачност извештаја УН-а насталих приликом увиђаја, по којем је српска страна извршила гранатирање. Јапански дипломата је посведочио да су експертске међународне комисије и 1994. године и 1995. године могле само закључити да су гранате могле долетети са територија под контролом обе стране. Ако се имају у виду недоумице експертске комисије настале током саме истраге онда је сигурно да су умањене шансе да овај случај добије коначан епилог. Међутим, много веће недоумице постоје око првог гранатирања пијаце Маркале, јер готово сви докази са места злочина другог гранатирања (облик и дубина кратера) говоре у прилог да су српске снаге извршиле гранатирање 28. августа 1995. године. Карактеристично је и то да су приликом доношења пресуде Радовану Караџићу уважена само изјаве сведока тужилаштва у вези предмета Маркале. Према пресуди Радовану Караџићу од 24. марта. 1995. године он је проглашен кривим и за нападе на цивиле, док у самој пресуди стоји да су снаге Војске Републике Српске одговорне за гранатирање Маркала у оба случаја. Ипак у самом тексту пресуде, која је написана на 2615 страна, стоји да су уочене одређене неправилности у истрази у вези оба инцидента. Тако је истрага утврдила да су на местима удара граната муслиманске снаге вршиле одређена прекопавања пре него што су на увиђај изашла специјална мисија УН-а и да је послератна истрага утврдила да су гранате могле долетети са удаљености од 300 до 6,200 метара. Ако се узме у обзир само раздаљина од 300 метара ваздушном линијом од пијаце Маркале онда се може извући закључак д су пројектили могли доћи и са простора под контролом Армије РБиХ. Што се тиче конкретно масакра од 28. августа 1995. године, послератна истрага је утврдила да је свих пет пројектила дошло са разних страна, а не са севера, који је тада био под контролом Војске РС, како је утврдила првобитна истрага 1995. године. Такође, пресуда је закључила да су постојали и одређени инциденти гранатирања и снајперске паљбе по сопственој територији од стране Армије РБиХ који нису били усмерени против сопствених цивила, већ против локалних криминалаца који су се налазили у оквиру муслиманских оружаних снага у самом граду и који су се на неки начин замерили централној власти, и против снага УНПРОФОР-а како би се за те нападе окривили Срби. Пресуде Хашког Трибунала у вези масакра на Маркалама су унеле још већу конфузију у потрази за истином о овом догађају, те су тако утабале пут новим тумачењима о одговорности за овај злочин. Тако су се и појединачна мишљења судија о дешавањима на Маркалама умногоме разликовала једна од других у процесу који је вођен против Радована Караџића.
Одмах по нападу на пијацу Маркале све велике светске медијске куће емитовале су трагичне снимке из Сарајева. Док су се српски званичници правдали да нису одговорни за масакр на Маркалама, званичници УН-а су оштро протестовали и претили интервенцијом против Срба. Са друге стране, тадашњи босанско-херцеговачки премијер Харис Силајџић затражио је обуставу мировних преговора, који су се већ неко време одвијали у Паризу, и хитну интервенцију НАТО-а против Војске Републике Српске, коју је недвосмислено означио кривцем за гранатирање. Убрзо је и већина светских медија за напад оптужила српску страну. Затим су готово сви светски званичници осудили овај злочин, углавном окривљујући српску страну, осим тадашњег генералног секретара Уједињених нација, Бутроса-Галија, који је осудио напад и позвао све учеснике у конфликту и међународне чиниоце да се суздрже од даљих акција док не стигну први званични резултати истраге. За разлику од генералног секретара УН-а, његов специјални изасланик у БиХ, Јасуши Акаши, је обећао чврст одговор на гранатирање Маркала. Стејт департмент је одмах након напада окривио српску страну за гранатирање и затражио од француских снага УНПРОФОР-а да својим хаубицама калибра 155 милиметара гађају српске положаје око Сарајева. Следећег дана, 29. августа 1995. године, тадашњи председник републике Српске, Радован Караџић, предао је писмену изјаву мировном посреднику и бившем америчком председнику Џимију Картеру у којој изражава своју вољу за прихватањем ранијег мировног плана (по којем Србима остаје 51% предратне територије БиХ) и успостављањем прекида ватре. Картер је поздравио ову одлуку, али је спровођење плана условљавао прекидом ватре и наставком мировних преговора о конкретним темама. Контакт група за БиХ је већ 29. августа 1995. године донела одлуку да треба "војно одговорити на масакр у Сарајеву", а НАТО је своје нападе правдао хуманитарним разлозима, тј. заштитом преосталих муслиманских енклава (Горажда и Бихаћа), деблокадом Сарајева и протеривањем српских снага из околине Тузле које су угрожавале аеродром "Дубрава" у околини Тузле где су биле смештене снаге УНПРОФОР-а. Затим је започела и припрема снага за напад уз координацију УНПРОФОР-а и НАТО-а на самом терену. Истог дана у Јадранско море је уплови амерички носач авиона Теодор Рузвелт (CVN-71) са преко 50 авиона спремних за отпочињање ваздушних напада у Босни, а како је војна интервенција НАТО-а била све извеснија УН је одлучио да повуче своје мировне снаге из Горажда, повучен ранијим искуством када су војници УНПРОФОР-а узимани за таоце и коришћени као "живи штит" у току ваздушних напада на Војску РС.

## ОперацијаНамерна сила
Пред сам почетак бомбардовања подигнут је највиши степен приправности за НАТО јединице за брзу интервенцију у БиХ, како би се и оне артиљеријским нападима прикључиле ваздушној кампањи која је полако отпочињала. Као одговор на то подигнута је и пуна приправност и у јединицама РВ и ПВО одбране Републике Српске. О самим припремама Војске РС за ваздушне нападе и о прецизном броју ангажованих снага српске војске имамо врло мало података и извора јер архива Војске Републике Српске, која се тренутно налази и чува у неадекватним условима у касарни "Козара" у Бања Луци, никада није била доступна за јавност. Подаци о ангажовању Војске Републике Српске у периоду од 30. августа до 20. септембра 1995. године углавном се налазе у мемоарској литератури самих учесника ових догађаја и у подацима које је прикупио НАТО, пре, за време и након извођења операције Намерна сила. Дан пред почетак извођења операције, војни врх НАТО и УНПРОФОР-а договорили су се да ће напад почети 30. августа два сата иза поноћи, и да снаге за брзу интервенцију неће узети учешће у нападу на српске положаје око Сарајева. Ранијим планом операције Мртво око било је предвиђено да британске, француске и холандске снаге за брзу интервенцију, упоредо са ваздушним нападима, изврше гранатирање 15 српских позиција на планини Игман.
Од око 02:00 ч, 30.8.1995. НАТО је почео нападе (Операција намерна сила – Operation Deliberation Force) са око 60 војних авиона на војне положаје и јединице Војске РС на подручју Српског Сарајева, а после нападани су Срби код Србиња (Фоча), Калиновика, Горажда, радио-релејне станице на Мајевици, Озрену, код Бања Луке и други положаји. Гранатирања Српског Сарајева око 05:00, 30.8.1995. вршиле су и Снаге за брзо деловање (Британци, Французи и Холанђани) са Игмана. На почетку напада, Срби су оборили један француски авион (Мираж) на подручју Пала. Напади на релејне станице и положаје Војске РС, али и цивилне објекте (водоводе, мостове, болнице...), настављани су из дана у дан, а 10.9.1995. са 13 крстарећих ракета Томахавк рушен је РТВ релеј Лисина на Козари. Из команде у Напуљу изјављено је 12.9.1995. да су претходне ноћи и тог јутра извршили највећа бомбардовања Срба. Уз објашњење да Срби нису повукли довољан број тешког наоружања са положаја око Сарајева, унутар 20 километара, напади су настављани до 13.9.1995. године, а генерал Ратко Младић је изјавио да се од Срба тражи да повуку оружје којим бране свој народ и да се врши бомбардовање Срба, јер Бошњаци нису били способни да сами остваре своје ратне циљеве. Због тога, операција Намерна сила НАТО-а била је „део сложене подршке муслиманским и хрватским снагама… а активности нису изражене само кроз ваздухопловна ватрена дејства, већ и кроз праћење ситуације на терену прикупљање података и њихово прослеђивање муслиманским и хрватским снагама.” После првих већих успеха Армије РБиХ и Хрватске војске, и покретања десетина хиљада Срба у избеглиштво испред војске Хрватске са југозапада РС према Бања Луци, генерални секретар НАТО-а изјавио је да је наредио прекид напада који ће трајати 12 сати 14.9.1995. године, али потребе да се напади наставе није било.
У нападу Намерна сила учествовало је више од 200 борбених авиона, а укупно око 400 летелица, које су већином полетале са аеродрома у Италији (Авијано и други), носача авиона у Јадранском мору (2 носача авиона САД, 1 носач авиона Велике Британије и 1 носач авиона Француске), а извршено је око 3.500 летова. У нападу је испаљено око 700 ласерски вођених авио-бомби и вођених ракета на РС. НАТО је у нападу на РС користио муницију са осиромашеним уранијумом.
У операцији Намјерна сила убијено је око 50 војника Војске РС. На конференцији за новинаре 26.9.1995. у Бања Луци, генерал Ратко Младић рекао је да је убијено око 150 цивила у РС у нападима НАТО-а и Снага за брза дејства.
Слободан Милошевић и Ричард Холбрук, помоћник државног секретара САД за Европу, договорили су да бомбардовање престане ако Срби повуку тешко наоружање са положаја око Сарајева. После тога, у присуству Милошевића, 14.9.1995. генерал Ратко Младић и председник Радован Караџић, у Добановцима код Београда, потписали су документ о повлачењу тешког наоружања (мислило се на сва оружја чија су зрна већег пречника од 82 милиметра) у кругу 20 километара око Сарајева, изузимајући Пале.

## Ваздушни удари
Укупан број бачених бомби на положаје Војске Републике Српске износи 1.026, од чега 708 вођених бомби. Укупна тежина баченог експлозива износи око 10.000 тона. У току бомбардовања убијена су 153 српска цивила. Приликом ваздушних напада на Републику Српску, НАТО је користио муницију пуњену осиромашеним уранијумом. Муницијом са осиромашеним уранијумом НАТО је гађао све радио-телевизијске предајнике (релеје) на територији Републике Српске. Мада је гађана српска територија, уранијум је захватио и делове Федерације БиХ.
Француски Мираж 2000К оборен је ракетом земља-ваздух 20 км југоисточно од Пала. Напори за откривање пилота трајали су до 28. септембра када је објављено да су пилоти заробљени.

## Снаге у сукобу

### Ангажоване НАТО снаге
| Држава                    | Летови | Постотак (%) | Авиони                                                                                            |
| ------------------------- | ------ | ------------ | ------------------------------------------------------------------------------------------------- |
| Француска                 | 284    | 8,1%         | Mirage F-1, SEPECAT Jaguar, Mirage 2000, Super Etendard, E-3F, C-135, Puma                        |
| Немачка                   | 59     | 1,7%         | Tornado                                                                                           |
| Италија                   | 35     | 1,0%         | Tornado, AMX, Boeing 707, C-130, G-222, E-3                                                       |
| Холандија                 | 198    | 5,6%         | F-16                                                                                              |
| Шпанија                   | 12     | 3,4%         | EF-18A, KC-130, CASA 212                                                                          |
| Турска                    | 78     | 2,2%         | F-16                                                                                              |
| Уједињено Краљевство      | 326    | 9,3%         | GR-7, FMK-3, L-1011, FA-2, E-3D                                                                   |
| Сједињене Америчке Државе | 2318   | 65,9%        | A-10, F-15E, F/A-18, F-16, EA-6B, EC-130E, EC-130H, AC-130, KC-135, KC-10, MH-53, MC-130, EF-111A |
| НАТО                      | 96     | 2,7%         | E3A                                                                                               |
| Укупно                    | 3515   | 100%         | -                                                                                                 |
| Извори података:          |        |              |                                                                                                   |